# Улица Вийциема
Улица Ви́йциема (латыш. Vijciema iela) — улица в Видземском предместье города Риги, в историческом районе Тейка. Пролегает в северо-восточном направлении, параллельно улицам Берзпилс и Ропажу. Пересекается только с улицей Палму.
Согласно официальным документам, длина улицы — 133 метра. На всём протяжении асфальтирована, разрешено двустороннее движение. Общественный транспорт по улице не курсирует.
Застроена преимущественно многоквартирными жилыми домами.

## История
Улица Вийциема упоминается с 1934 года. Она названа в честь старинного волостного центра Вийциемс; переименований улицы не было.
В настоящее время к улице официально относится только участок от улицы Палму до безымянного проезда у Чиекуркалнского рынка, однако исторически она пролегала и по другую сторону улицы Палму, начинаясь на нынешней территории средней школы № 45.

## Примечательные объекты
- Дом № 1 — пожарная часть (построена в 1959 г.)[3].
- Дом № 1a — хранилище вещей (малогабаритные склады) «Safe box»[4].